# Wow! Wow! Wubbzy!
Wow! Wow! Wubbzy! ist eine US-amerikanische Zeichentrickserie aus dem Jahr 2006, die von Bob Boyle erdacht wurde. Bob Boyle erfand auch die Zeichentrickserie Yin Yang Yo!.

## Charaktere
- Wubbzy ist ein männliches, gelbes, quadratisches Wesen, das einen kurvenreichen Schwanz hat. Er hat eine blühende Fantasie, spielt gerne "Bolzball" und wohnt in Wuzzleburg.

- Widget ist ein weiblicher, rosa Hase, der in der Originalversion mit einem stereotypischen Südstaatenakzent spricht und handwerklich begabt ist. Sie hat außerdem einen Cousin namens Ratchet.

- Walden ist eine männliche, lavendel, kluge Kreatur, die im Original mit einem australischen Akzent spricht. Er mag Wissenschaft und liest lehrreiche Bücher, benannt wurde er nach dem Teich Walden Pond.

- Daizy ist ein Mädchen, cyan, eine von Wubbzys Nachbarn. Sie mag Blumen und Nähen.

## Veröffentlichung
Die Erstausstrahlung von Wow! Wow! Wubbzy! fand in den Vereinigten Staaten am 21. August 2006 auf Nickelodeon statt. Die Fernsehserie wurde von Nickelodeon auch auf Spanisch und Portugiesisch ausgestrahlt. 
In Deutschland wird die Serie seit dem 29. September 2008 auf Super RTL ausgestrahlt und Später auf SRF zwei.

## Synchronisation
Die Synchronisation wurde vom Studio Blackbird in Berlin erstellt. Für Buch und Regie war Sven Plate verantwortlich.
| Rolle          | Originalsprecher | Deutscher Sprecher |
| -------------- | ---------------- | ------------------ |
| Wubbzy         | Grey DeLisle     | Rubina Kuraoka     |
| Widget         | Lara Jill Miller | Cathlen Gawlich    |
| Walden         | Carlos Alazraqui | Rainer Fritzsche   |
| Daizy          | Tara Strong      | Yvonne Greitzke    |
| Songs - Sänger | Brad Mossman     | Tom Luca           |